# Општина Халтипан (Веракруз)
Халтипан (шп. Jáltipan) општина је у Мексику у савезној држави Веракруз. Општина се налази на надморској висини од 61 м.

## Становништво
Према подацима из 2010. у општини је живело 39673 становника.

### Хронологија
| Година       | 2000                  | 2005                  | 2010                  |
| ------------ | --------------------- | --------------------- | --------------------- |
| Становништво | 37764 (17982 / 19782) | 37200 (17746 / 19454) | 39673 (18929 / 20744) |

### Попис
| \| \| м \| \| \| ж \| \| 0—2 \| 913 \| \| \| 932 \| \| 3—5 \| 985 \| \| \| 992 \| \| 6—11 \| 2.137 \| \| \| 2.053 \| \| 12—14 \| 1.068 \| \| \| 1.119 \| \| 15—17 \| 1.182 \| \| \| 1.193 \| \| 18—24 \| 2.358 \| \| \| 2.544 \| \| 60+ \| 2.136 \| \| \| 2.287 \| \| Просек : \| 30,4 \| \| \| 31,4 \| |       |  |  |       |
| |       |  |  |       |
| | м     |  |  | ж     |
| 0—2 | 913   |  |  | 932   |
| 3—5 | 985   |  |  | 992   |
| 6—11 | 2.137 |  |  | 2.053 |
| 12—14 | 1.068 |  |  | 1.119 |
| 15—17 | 1.182 |  |  | 1.193 |
| 18—24 | 2.358 |  |  | 2.544 |
| 60+ | 2.136 |  |  | 2.287 |
| Просек : | 30,4  |  |  | 31,4  |

| #   | Индикатор                                                                                        | Вредност |
| --- | ------------------------------------------------------------------------------------------------ | -------- |
| 1   | Становништво од 0 до 2 године                                                                    | 1845     |
| 2   | Мушко становништво од 0 до 2 године                                                              | 913      |
| 3   | Женско становништво од 0 до 2 године                                                             | 932      |
| 4   | Становништво са 3 и више година                                                                  | 37782    |
| 5   | Мушко становништво са 3 и више година                                                            | 17998    |
| 6   | Женско становништво са 3 и више година                                                           | 19784    |
| 7   | Становништво са 5 и више година                                                                  | 36476    |
| 8   | Мушко становништво са 5 и више година                                                            | 17359    |
| 9   | Женско становништво са 5 и више година                                                           | 19117    |
| 10  | Становништво са 12 и више година                                                                 | 31615    |
| 11  | Мушко становништво са 12 и више година                                                           | 14876    |
| 12  | Женско становништво са 12 и више година                                                          | 16739    |
| 13  | Становништво са 15 и више година                                                                 | 29428    |
| 14  | Мушко становништво са 15 и више година                                                           | 13808    |
| 15  | Женско становништво са 15 и више година                                                          | 15620    |
| 16  | Становништво са 18 и више година                                                                 | 27053    |
| 17  | Мушко становништво са 18 и више година                                                           | 12626    |
| 18  | Женско становништво са 18 и више година                                                          | 14427    |
| 19  | Становништво од 3 до 5 година                                                                    | 1977     |
| 20  | Мушко становништво од 3 до 5 година                                                              | 985      |
| 21  | Женско становништво од 3 до 5 година                                                             | 992      |
| 22  | Становништво од 6 до 11 година                                                                   | 4190     |
| 23  | Мушко становништво од 6 до 11 година                                                             | 2137     |
| 24  | Женско становништво од 6 до 11 година                                                            | 2053     |
| 25  | Становништво од 8 до 14 година                                                                   | 5015     |
| 26  | Мушко становништво од 8 до 14 година                                                             | 2480     |
| 27  | Женско становништво од 8 до 14 година                                                            | 2535     |
| 28  | Становништво од 12 до 14 година                                                                  | 2187     |
| 29  | Мушко становништво од 12 до 14 година                                                            | 1068     |
| 30  | Женско становништво од 12 до 14 година                                                           | 1119     |
| 31  | Становништво од 15 до 17 година                                                                  | 2375     |
| 32  | Мушко становништво од 15 до 17 година                                                            | 1182     |
| 33  | Женско становништво од 15 до 17 година                                                           | 1193     |
| 34  | Становништво од 18 до 24 године                                                                  | 4902     |
| 35  | Мушко становништво од 18 до 24 године                                                            | 2358     |
| 36  | Женско становништво од 18 до 24 године                                                           | 2544     |
| 37  | Женско становништво од 15 до 49 година                                                           | 11353    |
| 38  | Становништво са 60 и више година                                                                 | 4423     |
| 39  | Мушко становништво са 60 и више година                                                           | 2136     |
| 40  | Женско становништво са 60 и више година                                                          | 2287     |
| 41  | Однос између мушкараца и жена                                                                    | 91.25    |
| 42  | Становништво од нуле до 14 година                                                                | 10199    |
| 43  | Становништво од 15 до 64 године                                                                  | 26351    |
| 44  | Становништво од 65 година и више                                                                 | 3077     |
| 45  | Просечан број деце                                                                               | 2.34     |
| 46  | Становништво рођено у ентитету                                                                   | 36284    |
| 47  | Мушко становништво рођено у ентитету                                                             | 17296    |
| 48  | Женско становништво рођено у ентитету                                                            | 18988    |
| 49  | Становништво рођено у другом ентитету                                                            | 3255     |
| 50  | Мушко становништво рођено у другом ентитету                                                      | 1568     |
| 51  | Женско становништво рођено у другом ентитету                                                     | 1687     |
| 52  | Становништво од 5 година и више резидентно у ентитету у јуну 2005. године                        | 34363    |
| 53  | Мушко становништво старосног доба од 5 година и више, резидентно у ентитету у јуну 2005. године  | 16245    |
| 54  | Женско становништво старосног доба од 5 и више година, резидентно у ентитету у јуну 2005. године | 18118    |
| 55  | Становништво од 5 година и више које је живело у другом ентитету у јуну 2005. године             | 1850     |
| 56  | Мушко становништво старије од 5 година које је живело у другом ентитету у јуну 2005. године      | 963      |
| 57  | Женско становништво старије од 5 година које је живело у другом ентитету у јуну 2005. године     | 887      |
| 58  | Становништво од 3 године и више које говори аутохтони језик                                      | 552      |
| 59  | Мушко становништво старо 3 године и више које говори аутохтони језик                             | 253      |
| 60  | Женско становништво старо 3 године и више које говори аутохтони језик                            | 299      |
| 61  | Становништво од 3 године и више које говори аутохтони језик и не говори шпански језик            | 2        |
| 62  | Мушко становништво старо 3 године и више које говори аутохтони језик и не говори шпански         | 1        |
| 63  | Женско становништво старо 3 године и више које говори аутохтони језик и не говори шпански језик  | 1        |
| 64  | Становништво старо 3 године и више које говори аутохтони језик и шпански                         | 454      |
| 65  | Мушко становништво старо 3 године и више које говори аутохтони језик и шпански                   | 208      |
| 66  | Женско становништво старо 3 године и више које говори аутохтони језик и шпански                  | 246      |
| 67  | Становништво од 5 година и више које говори аутохтони језик                                      | 550      |
| 68  | Становништво од 5 година и више које говори аутохтони језик и не говори шпански језик            | 2        |
| 69  | Становништво од 5 година и више које говори аутохтони језик и говори шпански језик               | 453      |
| 70  | Становништво у домородачким домаћинствима                                                        | 1413     |
| 71  | Становништво са ограничењима у активностима                                                      | 1869     |
| 72  | Становништво са ограниченим ходањем или кретањем, горе или доле                                  | 925      |
| 73  | Становници са ограничењима вида, чак и уз кориштење сочива                                       | 582      |
| 74  | Становништво са ограничењима говора, комуникације или конверзације                               | 177      |
| 75  | Становништво са ограниченим слухом                                                               | 232      |
| 76  | Становништво са ограничењима при одевању, купању или јелу                                        | 65       |
| 77  | Становништво са ограничењима у опажању или учењу једноставних ствари                             | 59       |
| 78  | Становништво са менталним ограничењима                                                           | 193      |
| 79  | Становништво без ограничења активности                                                           | 37595    |
| 80  | Становништво од 3 до 5 година које не похађа школу                                               | 927      |
| 81  | Мушко становништво од 3 до 5 година које не похађа школу                                         | 454      |
| 82  | Женско становништво од 3 до 5 година које не похађа школу                                        | 473      |
| 83  | Становништво од 6 до 11 година које не похађа школу                                              | 136      |
| 84  | Мушко становништво од 6 до 11 година које не похађа школу                                        | 89       |
| 85  | Женско становништво од 6 до 11 година које не похађа школу                                       | 47       |
| 86  | Становништво од 12 до 14 година које не похађа школу                                             | 121      |
| 87  | Мушко становништво од 12 до 14 година које не похађа школу                                       | 50       |
| 88  | Женско становништво од 12 до 14 година које не похађа школу                                      | 71       |
| 89  | Становништво од 15 до 17 година похађа школу                                                     | 1812     |
| 90  | Мушко становништво од 15 до 17 година похађа школу                                               | 913      |
| 91  | Женско становништво између 15 и 17 година живота у школи                                         | 899      |
| 92  | Становништво од 18 до 24 године похађа школу                                                     | 1512     |
| 93  | Мушко становништво од 18 до 24 године похађа школу                                               | 758      |
| 94  | Женско становништво од 18 до 24 године похађа школу                                              | 754      |
| 95  | Становништво од 8 до 14 година које не може да чита и пише                                       | 131      |
| 96  | Мушко становништво старосног доба од 8 до 14 година које не може да чита и пише                  | 84       |
| 97  | Женско становништво старосног доби од 8 до 14 година које не може да чита и пише                 | 47       |
| 98  | Становништво од 15 година и више које је неписмено                                               | 2710     |
| 99  | Мушко становништво од 15 година и више које је неписмено                                         | 791      |
| 100 | Женско становништво од 15 година и више које је неписмено                                        | 1919     |
| 101 | Становништво старо 15 и више година без школовања                                                | 2992     |
| 102 | Мушко становништво старо 15 и више година без школовања                                          | 955      |
| 103 | Женско становништво старо 15 и више година без школовања                                         | 2037     |
| 104 | Становништво старосног доба 15 и више година са непотпуним основним образовањем                  | 4372     |
| 105 | Мушко становништво старосног доба од 15 година и више са непотпуном основним образовањем         | 1926     |
| 106 | Женско становништво старосног доба 15 и више година са непотпуном основним образовањем           | 2446     |
| 107 | Становништво старо 15 и више година са комплетним основним образовањем                           | 4603     |
| 108 | Мушко становништво старо 15 година и више са комплетним основним образовањем                     | 2143     |
| 109 | Женско становништво старо 15 и више година са комплетним основним образовањем                    | 2460     |
| 110 | Становништво старосног доба 15 и више година са непотпуним средњим образовањем                   | 1493     |
| 111 | Мушко становништво старосног доба од 15 година и више са непотпуним средњим образовањем          | 778      |
| 112 | Женско становништво старосног доба од 15 година и више са непотпуним средњим образовањем         | 715      |
| 113 | Становништво старо 15 и више година са пуним секундарном образовањем                             | 5716     |
| 114 | Мушко становништво старосног доба од 15 година и више са пуним секундарном образовањем           | 2923     |
| 115 | Женско становништво старосног доба од 15 година и више са пуним секундарном образовањем          | 2793     |
| 116 | Становништво старије од 18 година са постосновним образовањем                                    | 9369     |
| 117 | Мушко становништво старије од 18 година са постосновним образовањем                              | 4693     |
| 118 | Женско становништво старије од 18 година са постосновним образовањем                             | 4676     |
| 119 | Просечна оцена школовања                                                                         | 8.02     |
| 120 | Просечан ниво образовања мушке популације                                                        | 8.45     |
| 121 | Просечан ниво образовања женског становништва                                                    | 7.65     |
| 122 | Економски активно становништво                                                                   | 15877    |
| 123 | Економски активна мушка популација                                                               | 10918    |
| 124 | Економски активна женска популација                                                              | 4959     |
| 125 | Становништво које није економски активно                                                         | 15593    |
| 126 | Мушко становништво које није економски активно                                                   | 3873     |
| 127 | Женско становништво које није економски активно                                                  | 11720    |
| 128 | Запослено становништво                                                                           | 15046    |
| 129 | Запослено мушко становништво                                                                     | 10231    |
| 130 | Запослено женско становништво                                                                    | 4815     |
| 131 | Незапослена популација                                                                           | 831      |
| 132 | Незапослена мушка популација                                                                     | 687      |
| 133 | Незапослена женска популација                                                                    | 144      |
| 134 | Становништво без права на здравствене услуге                                                     | 18950    |
| 135 | Становништво које има право на здравствене услуге                                                | 20622    |
| 136 | Становништво које има право на ИМСС                                                              | 12012    |
| 137 | Становништво које има право на социјално осигурање                                               | 1284     |
| 138 | Становништво које има право на државно социјално осигурање                                       | 64       |
| 139 | Становништво које има право на опште осигурање или здравствено осигурање за нову генерацију      | 5764     |
| 140 | Становништво које је било једном или није било у браку током 12 година и више                    | 10567    |
| 141 | Венчано или уједињено становништво од 12 година и више                                           | 17162    |
| 142 | Становништво које је било у браку или уједињено 12 година и више                                 | 3852     |
| 143 | Становништво са католичком религијом                                                             | 25377    |
| 144 | Протестанти, еванђелисти и библијски следбеници различити од еванђелиста                         | 8652     |
| 145 | Становништво са другим религијама различитим од претходних                                       | 16       |
| 146 | Становништво без религије                                                                        | 5456     |
| 147 | Укупно пописаних домаћинства                                                                     | 11163    |
| 148 | Пописна домаћинства на челу са мушкарцима                                                        | 8022     |
| 149 | Пописна домаћинства на челу са женама                                                            | 3141     |
| 150 | Становништво у пописним домаћинствима                                                            | 39597    |
| 151 | Становништво у пописним домаћинствима на челу са мушкарцима                                      | 29821    |
| 152 | Становништво у пописним домаћинствима на челу са женама                                          | 9776     |
| 153 | Укупно домаћинстава                                                                              | 12986    |
| 154 | Укупно насељених домаћинстава                                                                    | 11173    |
| 155 | Укупно приватних кућа                                                                            | 12976    |
| 156 | Насељени приватни домови                                                                         | 11163    |
| 157 | Укупно насељених приватних кућа                                                                  | 11170    |
| 158 | Ненасељене приватне куће                                                                         | 1391     |
| 159 | Појединачна домаћинства за привремену употребу                                                   | 422      |
| 160 | Становници у насељеним приватним кућама                                                          | 39597    |
| 161 | Насељеност станара у приватним становима                                                         | 3.55     |
| 162 | Просечно становника по соби у приватним насељеним домаћинствима                                  | 1.12     |
| 163 | Појединачна домаћинства са подовима од различитих материјала од земље                            | 10514    |
| 164 | Појединачна домаћинства у приземљу                                                               | 599      |
| 165 | Појединачна домаћинства са једном спаваћом собом                                                 | 5233     |
| 166 | Појединачна домаћинства са две спаваће собе и више                                               | 5897     |
| 167 | Појединачна домаћинства са једним собом                                                          | 1961     |
| 168 | Појединачна домаћинства са две собе                                                              | 2236     |
| 169 | Појединачна домаћинства са 3 собе и више                                                         | 6931     |
| 170 | Појединачна домаћинства која имају електрично светло                                             | 10735    |
| 171 | Појединачна домаћинства која немају електрично светло                                            | 396      |
| 172 | Појединачна домаћинства која имају водоводну воду у стамбеном простору                           | 5162     |
| 173 | Појединачна домаћинства која немају водоводну воду у стамбеном простору                          | 5944     |
| 174 | Појединачна домаћинства која имају тоалет                                                        | 10766    |
| 175 | Појединачна домаћинства која имају канализацију                                                  | 10735    |
| 176 | Појединачна домаћинства која немају канализацију                                                 | 351      |
| 177 | Појединачна домаћинства која имају електрично светло, довод воде из јавне мреже и канализацију   | 5068     |
| 178 | Појединачна домаћинства без икаквих услова                                                       | 513      |
| 179 | Појединачна домаћинства која имају радио                                                         | 8127     |
| 180 | Појединачна домаћинства која имају телевизор                                                     | 9760     |
| 181 | Појединачна домаћинства која имају фрижидер                                                      | 8758     |
| 182 | Појединачна домаћинства која имају машину за веш                                                 | 6367     |
| 183 | Појединачна домаћинства која имају аутомобил или комби                                           | 2183     |
| 184 | Појединачна домаћинства која имају рачунар                                                       | 1821     |
| 185 | Појединачна домаћинства која имају фиксну телефонску линију                                      | 2932     |
| 186 | Појединачна домаћинства која имају мобилни телефон                                               | 6939     |
| 187 | Појединачна домаћинства која имају приступ интернету                                             | 1165     |